# 寬鰭白令杜父魚
寬鰭白令杜父魚，為輻鰭魚綱鮋形目杜父魚亞目杜父魚科的其中一種。本魚分布於北太平洋區的阿留申群島，為深海底棲性魚類，棲息深度201至402公尺，體長可達18公分，生活習性不明。